# Steven T. Seagle
Steven Thaddeus Seagle (31 de marzo de 1965) es un guionista de historieta que vive en California.
Es sobre todo conocido por su trabajo al frente de la colección Sandman Mystery Theatre, publicada bajo el sello Vertigo de DC Comics. Para esta línea editorial también ha realizado House of Secrets: Fachada y House of Secrets: Foundations, con dibujo de Teddy Kristiansen, así como la miniserie The Crusaders. Llegó a escribir dos borradores de un guion cinematográfico de House of Secrets para llevar dicha obra a al cine, pero el proyecto quedó en nada.
Su reputación también ha ocasionado que le llamasen para trabajar con superhéroes, en personajes tan importantes como Superman o X-Men, así como en cómics de la editorial Image como Stormwatch, Grifter, WildCats, Deathblow, WetWorks...
Aparte de historieta, Seagle ha escrito guiones para televisión (Proof, piloto de una hora), cine (Mechanism, The Fear Box y The Script), animación (Dot’s Boots, piloto de media hora) y teatro.
También ha colaborado en las series animadas: Ben 10 y Generator Rex de Cartoon Network  como uno de sus creadores.
- Datos: Q7615312
- Multimedia: Steven T. Seagle / Q7615312